# Arte dei Vinattieri
L'Arte dei Vinattieri è stata una delle Arti Minori delle corporazioni di arti e mestieri di Firenze.

## Storia
Inizialmente i vinattieri si associarono ai fornai e agli albergatori, ma già nel 1288 si distaccarono creando una propria corporazione.
La prima sede dell'Arte fu la chiesa di San Martino al Vescovo, poi venne spostata presso l'attuale palazzo Bartolommei in via Lambertesca davanti al chiasso del Buco, dove resta oggi un piccolo stemma abraso, già sull'architrave del portale.
La corporazione era retta da quattro consoli, i quali restavano in carica quattro mesi e ricevevano un indennizzo in natura per i servigi prestati all'Arte; essi erano coadiuvati nelle loro funzioni da dodici consiglieri e un notaio.
Il primo statuto a noi pervenuto è del 1339 (con successive aggiunte e modifiche) ed è attualmente conservato presso l'Archivio di Stato; esso venne redatto su pergamena e rilegato con strisce di cuoio e borchie di ferro, ma la cosa più importante è che fu scritto in lingua volgare in modo da essere compreso bene da tutti gli iscritti.
Il duca Alessandro I dei Medici nel 1534 decise di riformarne gli statuti, riducendole a semplici associazioni di mestiere, senza più alcuna rilevanza sul piano politico. L'"Università dei Linaioli", che riunì gli appartenenti alle Arti dei Linaioli, Rigattieri, Vinattieri e Albergatori, era governata da sei consoli ed ebbe per protettore san Marco; l'insegna adottata fu lo stemma bianco e rosso già dei Linaioli e la sede venne spostata più volte, finché nel 1703 venne stabilita sotto gli Uffizi, insieme a quella dei Fabbricanti e di Por San Piero.
Nel 1770 Pietro Leopoldo soppresse tutte le Arti istituendo la Camera di Commercio.

## Organizzazione interna

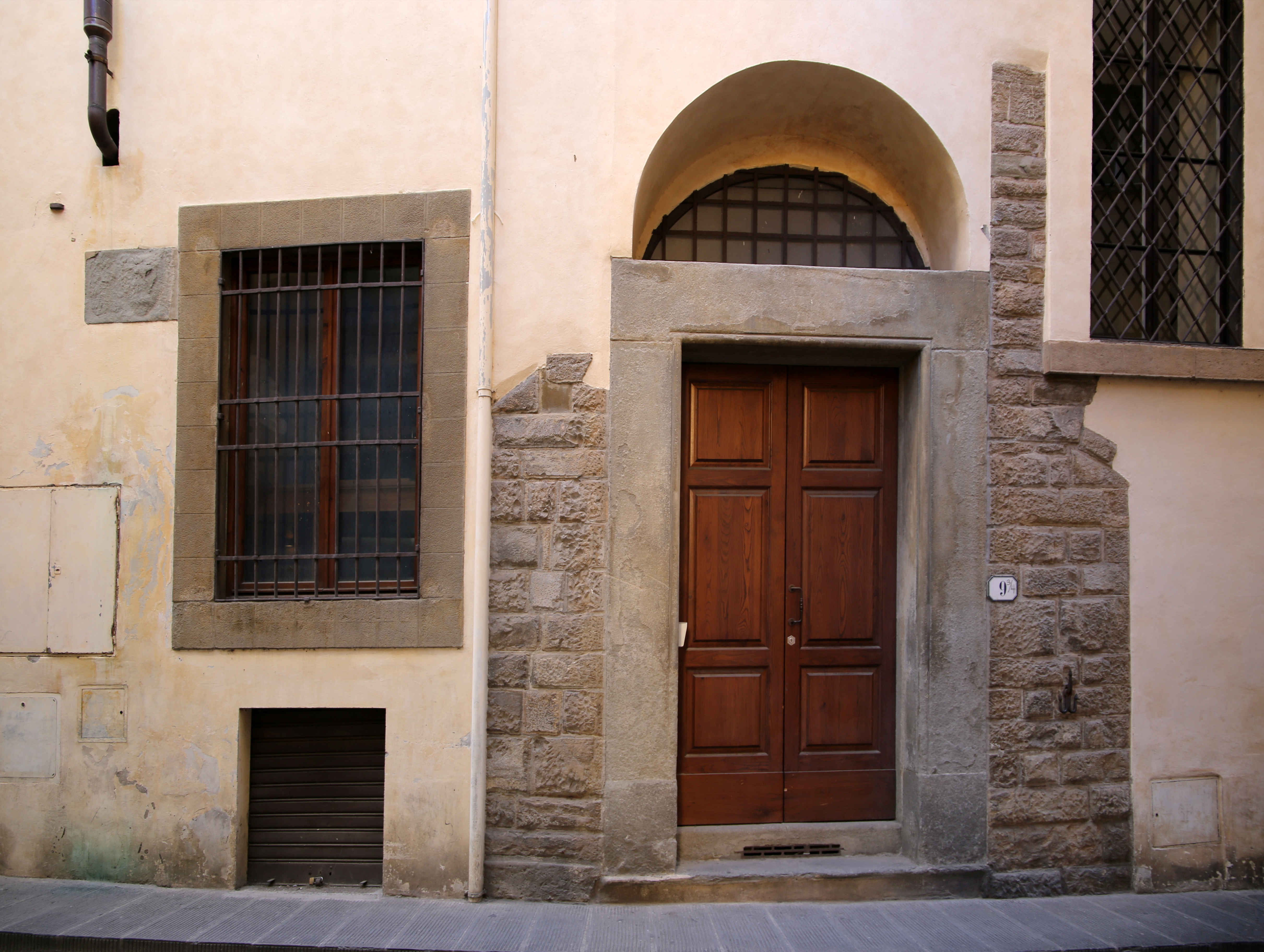
Portale della Residenza dell'Arte, in via Lambertesca

Lo statuto conteneva precise e severe norme per l'esercizio dell'attività:
- la regolamentazione sugli orari di apertura e chiusura delle osterie;
- l'obbligo di acquistare un certo quantitativo di botti, orci e bicchieri solo presso dei fornitori “convenzionati” con l'associazione, il cui prezzo e qualità venivano contrattati direttamente dai consoli;
- il divieto del gioco d'azzardo e dei dadi all'interno delle osterie;
- il rispetto di una distanza minima da chiese e conventi entro la quale si poteva aprire una nuova osteria;
- il divieto di vendere certi tipi di pane salato che stimolasse la sete, inducendo il cliente a bere di più.

Il prezzo di vendita del vino toscano veniva fissato dalle autorità ogni tre mesi e durante il periodo della vendemmia era di norma più basso, in modo da favorire la vendita di tutte le rimanenze e lasciare posto al vino novello.
I banchi per la mescita del vino erano numerosi in città e benché oggi sia difficile stabilire il consumo medio tra i fiorentini dell'epoca, si può certamente supporre che anche i vinai avessero il loro bel da fare; del resto, è rimasta opinione comune che il “vino faccia buon sangue” e non di rado i medici lo prescrivevano come cura ricostituente agli ammalati.
Il vino era venduto in fiaschi dal contenuto di circa due litri, detti toscanelli, dal collo lungo e rivestiti con la caratteristica paglia sulla pancia; nelle case signorili si beveva in bicchieri di cristallo o di vetro pregiato, mentre in quelle delle famiglie più modeste si usavano dei bicchieri dal colore verde o azzurro. Nelle osterie invece si usavano per lo più tazze o boccali di terracotta.
È bene ricordare comunque che il vino dell'epoca era qualcosa di diverso da quello a cui siamo abituati oggi; il vino si beveva per lo più annacquato e la pratica dell'invecchiamento era abbastanza limitata e riservata ai pochi clienti che facevano richiesta di vino di alto pregio.
Era tradizione nel periodo autunnale trasportare il vino in città dalla zona di produzione attraverso carri trainati da robuste vacche da lavoro che, una volta giunte nel centro storico, provvedevano a rifornire le cantine e le osterie; il vino che veniva venduto e consumato a Firenze nel Medioevo e nel Rinascimento proveniva sia dalle campagne circostanti, come il territorio di Rufina, oppure dalla Romagna, dalla Candia e dalla Sicilia, la cui gradazione era piuttosto alta, come la Malvasia che in genere lascia colorato il bicchiere vuoto.
Piaceva molto anche il vino caldo speziato, che sicuramente doveva essere un valido aiuto per combattere il freddo in inverno; la mescita era accompagnata da alcune specialità della cucina.
Le taverne e le osterie divennero luoghi di ritrovo popolari ed erano frequentate anche dai militari e dagli stranieri di passaggio a Firenze, ma pare che neppure le personalità di più alto livello, come Lorenzo il Magnifico, Michelangelo Buonarroti e Francesco Ferrucci disdegnassero di intrattenersi con i loro amici a bere e far baldoria.
Un altro prodotto era il vin santo, vino dolce, impiegato anche durante la celebrazione della messa, la cui origine viene fatta risalire, secondo Luciano Artusi, al 1439, quando in occasione del concilio indetto dal papa Eugenio IV, venne servito agli illustri ospiti presenti in città, durante un banchetto al quale partecipò anche il dotto cardinale Basilio Bessarione; egli bevve quello che fiorentini chiamavano allora vin pretto e pare che gli piacque così tanto da definirlo santo.
Categorie associate a questa Arte erano i venditori di legumi crudi e cotti (fagioli, lupini e ceci soprattutto), di pasta e lasagne cotte, i cialdonai e i trippai.

## Membri celebri
Fu iscritto all'Arte, pur non esercitandola, Niccolò Machiavelli.
Tra le osterie più rinomate a Firenze ci fu anche quella di Ciardo di Betto vicino alla chiesa di San Lorenzo, giustiziato per il suo coinvolgimento durante il Tumulto dei Ciompi. Tra le numerosissime osterie di Firenze, furono famose quelle di Baldracca, sul retro di San Pier Scheraggio, quella del Frascato nel Ghetto, quella di Vinegia, che conteneva un gioco di parole tra il nome fiorentino di Venezia e il vino: la cita ad esempio fra Cipolla nel Decamerone. 
La denominazione di questa corporazione ha originato il cognome Vinattieri, diffusissimo in Toscana, in particolar modo nei dintorni della città di Firenze e nella vicina Prato.

## Patronati
La corporazione scelse come proprio protettore san Martino vescovo di Tours, festeggiato l'11 novembre; una gioiosa tradizione popolare caratterizzava questo giorno, in cui si dava la "stura al vin novo" e si accendevano dei falò alla sera.
Pur non essendo presente una statua del santo nei tabernacoli della facciata di Orsanmichele, l'Arte dei Vinattieri commissionò un dipinto su tavola a Giovanni Antonio Sogliani, che venne collocato su di un pilastro all'interno della chiesa; un altro pilastro con lo stesso santo era stato decorato nel Trecento da Niccolò Gerini. Proviene inoltre forse dalla sede dell'Arte la Giustizia con gli stemmi dell'Arte dei Vinattieri, di Biagio di Antonio Tucci, oggi agli Uffizi.